# 阿苏埃罗半岛

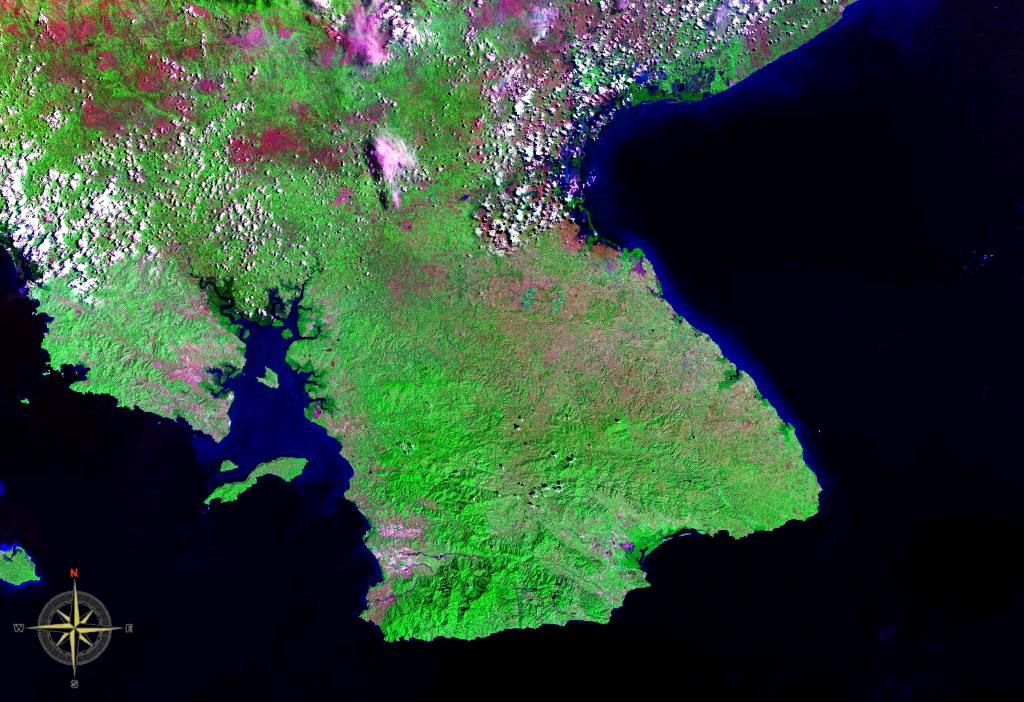
阿苏埃罗半岛卫星照片。

7°40′N 80°35′W / 7.667°N 80.583°W
阿苏埃罗半岛（西班牙語：Península de Azuero）位于巴拿马西南部，东临巴拿马湾，西滨蒙蒂霍湾，向南伸入太平洋，东西宽100公里，南北长90公里。最高点卡纳哈瓜山（Mount Canajagua），海拔935米，位于半岛东部洛斯桑托斯省首府拉斯塔布拉斯西南。主要城市包括拉斯塔布拉斯、奇特雷、马卡拉卡斯、佩达西、托诺西、奥库和佩塞等。